# Emmanuel-Ferdinand de Villeneuve-Bargemon
Pour les autres membres de la famille, voir Famille de Villeneuve (Provence).
Emmanuel-Ferdinand, marquis de Villeneuve-Bargemon (25 décembre 1777, Grasse - 25 janvier 1835, Grasse), est un militaire, préfet et homme politique français

## Biographie
Fils du marquis Joseph de Villeneuve-Bargemon (1745-1808) et neveu de Mgr Pierre-Ferdinand de Bausset-Roquefort, il est présenté de minorité à l'ordre de Saint-Jean de Jérusalem en 1780 mais ne fera jamais ses caravanes et ne prononcera jamais ses vœux de frère-chevalier de l'Ordre. Il servit au corps royal de la marine jusqu'en 1789. Incorporé par la conscription, il fait campagne sur divers bâtiments de guerre jusqu'au 31 mars 1792, date à laquelle il émigra. Revenu en France peu après le 18 fructidor, il s'engagea au 7e hussards le 21 vendémiaire an VII, passa aux guides d'Italie le 1erventôse an VII, et rentra de nouveau dans la marine comme enseigne, le 18 germinal an VIII. Le 8 janvier 1802, il fut autorisé à rester dans ses foyers, et fut nommé, le 24 juin 1805, inspecteur de la régie des droits réunis.
Après les revers de la campagne de Russie, son zèle royaliste s'éveilla. En 1814, il s'opposa à l'exécution des ordres du maréchal Soult, et alla au-devant de Wellington. Nommé sous-préfet de Castellane le 27 janvier 1815, il tenta en vain de s'opposer à la marche de Napoléon, quitta alors sa sous-préfecture, et rejoignit le duc d'Angoulême, qui le nomma préfet par intérim des Basses-Alpes le 17 mars 1815.
Sa conduite ayant paru suspecte aux royalistes, il fut appelé à Paris, après Waterloo, pour se justifier ; il y réussit et fut nommé à la préfecture des Basses-Alpes le 14 juillet 1815. Successivement préfet des Pyrénées-Orientales le 21 juillet 1818, de la Nièvre le 26 juin 1822, de la Somme le 21 juin 1826, il avait été, le 20 novembre 1820, élu député du grand collège des Basses-Alpes, et réélu, le 13 novembre 1822 et le 25 février 1824. Il siégea constamment parmi les ministériels, donna sa démission de préfet le 3 août 1830, et fut admis à la retraite le 11 janvier 1831.

## Décorations
- Officier de la Légion d'honneur (1827)[4]

## Sources
- « Emmanuel-Ferdinand de Villeneuve-Bargemon », dans Adolphe Robert et Gaston Cougny, Dictionnaire des parlementaires français, Edgar Bourloton, 1889-1891 [détail de l’édition]